# V-Tetris
V-Tetris es un videojuego de puzle lanzado en 1995 para Virtual Boy. El juego fue desarrollado y distribuido por Bullet-Proof Software. Contrariamente a 3D Tetris, este juego es más bien similar al Tetris original, excepto en el modo de juego donde las piezas tienen que estar ubicadas en un puzle cilíndrico en 3D. Cabe destacar que este juego se lanzó solamente en Japón.